# Xenoglossie
Xenoglossie of xenolalie is het vermogen om een vreemde taal te spreken, die men nooit geleerd heeft. Het woord is een samenstelling van de Griekse woorden xenos (vreemd) en glossa (tong) / lalein (spreken). Xenoglossie is nog nooit onder wetenschappelijke omstandigheden waargenomen, en behoort dus voornamelijk tot de parapsychologie. De psychiater Ian Stevenson claimt wel dat zijn onderzoek het bestaan van xenoglossie ondersteunt, maar zijn resultaten krijgen geen bijval van de wetenschappelijke gemeenschap.
Incidenteel komt het verschijnsel voor bij mensen met een savantsyndroom. Of het hier een werkelijke uiting in de betreffende taal betreft, wordt doorgaans betwijfeld. Aangenomen wordt dat het gaat om in het geheugen opgeslagen informatie die wordt gereproduceerd zonder dat de persoon de precieze betekenis van zijn uitlatingen kent. Het kan ook voorkomen dat de omgeving van een persoon wartaal of glossolalie als bestaande taal meent te herkennen (dit gebeurde bijvoorbeeld met Philip K. Dick).
In religieuze context zijn de reacties op xenoglossie verdeeld. In bepaalde christelijke groeperingen (met name die van de pinkster- en charismatische beweging) wordt xenoglossie bijvoorbeeld als een positieve religieuze ervaring nagestreefd (zie christelijke glossolalie). In andere, doorgaans meer reformatorische kringen wordt het verschijnsel soms als een kwaad of zelfs als een bezetenheid door een duivel gezien.
Als men de onbekende taal ook kan schrijven, noemt men dit xenografie.